# Sarah Natochenny
Sarah Natochenny (New York, 20 september 1987) is een Amerikaans stemactrice en toneelactrice. Ze is vooral bekend als de stem van Ash Ketchum in de Engelstalige versie van Pokémon, die ze vanaf seizoen 9 (2006) overnam van Veronica Taylor. Natochenny vertolkte tevens de stem van Alicia in het computerspel Bullet Witch.
Naast haar werk als stemactrice is ze ook actief in het theater.

## Rollen (selectie)
- 2006-2023 Pokémon (animeserie) – Ash Ketchum, Delia Ketchum, overig
- 2006 Bullet Witch (videospel) – Alicia
- 2014 Super 4 (animatieserie) – Twinkle
- 2015-2017 Yu-Gi-Oh! Arc-V (animeserie) – Aura Sentia
- 2023 Tokyo Revengers (animeserie) – Yuzuha Shiba
- 2025 Your Friendly Neighborhood Spider-Man (animatieserie op Disney+) – Mila Masaryk